# Five Nations 1988
Die Ausgabe 1988 des jährlich ausgetragenen Rugby-Union-Turniers Five Nations (seit 2000 Six Nations) fand an fünf Spieltagen zwischen dem 16. Januar und dem 19. März statt. Turniersieger wurden Frankreich und Wales, das mit Siegen gegen alle britischen Mannschaften die Triple Crown schaffte.

## Teilnehmer
| Land       | Stadion             | Stadt     | Trainer         | Kapitän                        |
| ---------- | ------------------- | --------- | --------------- | ------------------------------ |
| England    | Twickenham Stadium  | London    | Geoff Cooke     | Mike Harrison / Nigel Melville |
| Frankreich | Parc des Princes    | Paris     | Jacques Fouroux | Daniel Dubroca                 |
| Irland     | Lansdowne Road      | Dublin    | Jim Davidson    | Donal Lenihan                  |
| Schottland | Murrayfield Stadium | Edinburgh | Jim Telfer      | Gary Callander                 |
| Wales      | Cardiff Arms Park   | Cardiff   | Tony Gray       | Bleddyn Bowen                  |

## Tabelle
|    | Land       | Spiele | Siege | Unent. | Ndlg. | Spiel- punkte | Diff. | Tabellen- punkte |
| -- | ---------- | ------ | ----- | ------ | ----- | ------------- | ----- | ---------------- |
| 1. | Frankreich | 4      | 3     | 0      | 1     | 57:47         | + 10  | 6                |
| 1. | Wales      | 4      | 3     | 0      | 1     | 57:42         | + 15  | 6                |
| 3. | England    | 4      | 2     | 0      | 2     | 56:30         | + 26  | 4                |
| 4. | Schottland | 4      | 1     | 0      | 3     | 67:68         | − 1   | 2                |
| 4. | Irland     | 4      | 1     | 0      | 3     | 40:90         | − 50  | 2                |

## Ergebnisse

### Erste Runde
| 16. Januar 1988 | Irland                                                                                            | 22 : 18        | Schottland                                                                             | Lansdowne Road, Dublin Schiedsrichter: Roger Quittenton (England) |
| 16. Januar 1988 | Versuche: Kiernan MacNeill Mullin Erhöhungen: Kiernan (2) Straftritte: Kiernan Dropgoals: Kiernan | (10:6) Bericht | Versuche: S. Hastings Laidlaw Erhöhungen: G. Hastings (2) Straftritte: G. Hastings (2) | Lansdowne Road, Dublin Schiedsrichter: Roger Quittenton (England) |

| 16. Januar 1988 | Frankreich                                 | 10 : 9        | England                                   | Parc des Princes, Paris Zuschauer: 45.071 Schiedsrichter: Owen Doyle (Irland) |
| 16. Januar 1988 | Versuche: Rodriguez Straftritte: Bérot (2) | (3:3) Bericht | Straftritte: Webb (2) Dropgoals: Cusworth | Parc des Princes, Paris Zuschauer: 45.071 Schiedsrichter: Owen Doyle (Irland) |

### Zweite Runde
| 6. Februar 1988 | Schottland                                                                 | 23 : 12        | Frankreich                                                                      | Murrayfield Stadium, Edinburgh Zuschauer: 65.000 Schiedsrichter: Fransie Muller (Südafrika) |
| 6. Februar 1988 | Versuche: G. Hastings Tukalo Straftritte: G. Hastings (4) Dropgoals: Cramb | (11:6) Bericht | Versuche: Lagisquet Erhöhungen: Bérot Straftritte: Bérot Dropgoals: Lescarboura | Murrayfield Stadium, Edinburgh Zuschauer: 65.000 Schiedsrichter: Fransie Muller (Südafrika) |

| 6. Februar 1988 | England           | 3 : 11  | Wales                                  | Twickenham Stadium, London Schiedsrichter: Stephen Hilditch (Irland) |
| 6. Februar 1988 | Straftritte: Webb | Bericht | Versuche: Hadley (2) Dropgoals: Davies | Twickenham Stadium, London Schiedsrichter: Stephen Hilditch (Irland) |

### Dritte Runde
| 20. Februar 1988 | Frankreich                                                                                      | 25 : 6        | Irland                   | Parc des Princes, Paris Zuschauer: 49.130 Schiedsrichter: Fransie Muller (Südafrika) |
| 20. Februar 1988 | Versuche: Blanco Camberabero Carminati Lagisquet Sella Erhöhungen: Bérot Dropgoals: Camberabero | (7:0) Bericht | Straftritte: Kiernan (2) | Parc des Princes, Paris Zuschauer: 49.130 Schiedsrichter: Fransie Muller (Südafrika) |

| 20. Februar 1988 | Wales                                                                                               | 25 : 20         | Schottland                                        | Cardiff Arms Park, Cardiff Schiedsrichter: Yves Bressy (Frankreich) |
| 20. Februar 1988 | Versuche: Davies Evans Watkins Erhöhungen: Thorburn (2) Straftritte: Thorburn Dropgoals: Davies (2) | (10:17) Bericht | Versuche: Calder Duncan Straftritte: Hastings (4) | Cardiff Arms Park, Cardiff Schiedsrichter: Yves Bressy (Frankreich) |

### Vierte Runde
| 5. März 1988 | Irland                                                      | 9 : 12        | Wales                                                                           | Lansdowne Road, Dublin Schiedsrichter: Ray Megson (Schottland) |
| 5. März 1988 | Versuche: Kingston Erhöhungen: Kiernan Straftritte: Kiernan | (9:3) Bericht | Versuche: Moriarty Erhöhungen: Thorburn Straftritte: Thorburn Dropgoals: Davies | Lansdowne Road, Dublin Schiedsrichter: Ray Megson (Schottland) |

| 5. März 1988 | Schottland                | 6 : 9   | England                                 | Murrayfield Stadium, Edinburgh Schiedsrichter: Winston Jones (Wales) |
| 5. März 1988 | Straftritte: Hastings (2) | Bericht | Straftritte: Webb (2) Dropgoals: Andrew | Murrayfield Stadium, Edinburgh Schiedsrichter: Winston Jones (Wales) |

### Fünfte Runde
| 19. März 1988 | Wales                                                      | 9 : 10        | Frankreich                                | Cardiff Arms Park, Cardiff Zuschauer: 63.000 Schiedsrichter: Fred Howard (England) |
| 19. März 1988 | Versuche: Evans Erhöhungen: Thorburn Straftritte: Thorburn | (3:3) Bericht | Versuche: Lescarboura Straftritte: Lafond | Cardiff Arms Park, Cardiff Zuschauer: 63.000 Schiedsrichter: Fred Howard (England) |

| 19. März 1988 | England                                                                            | 35 : 3        | Irland             | Twickenham Stadium, London Schiedsrichter: Clive Norling (Wales) |
| 19. März 1988 | Versuche: Oti (3) Rees Underwood (2) Erhöhungen: Andrew (3) Webb Straftritte: Webb | (0:3) Bericht | Dropgoals: Kiernan | Twickenham Stadium, London Schiedsrichter: Clive Norling (Wales) |